# Oleksandr Tkatschenko (Politiker)

Oleksandr Tkatschenko

Oleksandr Mykolajowytsch Tkatschenko (* 7. März 1939 in Schpola, Oblast Tscherkassy, Ukrainische SSR, † vor oder am 4. Januar 2024) war ein ukrainischer Politiker. Von 1998 bis 2000 war er Präsident der Werchowna Rada.
Tkatschenko schloss 1963 sein Studium am Landwirtschaftlichen Institut von Bila Zerkwa ab. Zwischen 1963 und 1981 arbeitete er in der Oblast Kiew in der Landwirtschaft und später auch in der Organisation der Kommunistischen Partei. Ab 1981 war er beim Zentralkomitee der Kommunistischen Partei der Ukraine (KPU) tätig und wurde 1982 zum Gouverneur der Oblast Ternopil ernannt. Ab 1985 war er Landwirtschaftsminister der Ukrainischen Sowjetrepublik.
Nach dem Zerfall der Sowjetunion blieb Tkatschenko politisch aktiv und trat 1991 und 1999 als Präsidentschaftskandidat an. Bei beiden Wahlen zog er jedoch seine Kandidatur zurück, um einen anderen Kandidaten (1991 Leonid Krawtschuk und 1999 Petro Symonenko) zu unterstützen.
Bereits in der Ukrainischen SSR war Tkatschenko Mitglied des ukrainischen Parlaments und blieb dies in der Werchowna Rada, der Volksvertretung der nunmehr unabhängigen Ukraine. Im Kabinett Fokin war er Erster Stellvertretender Ministerpräsident. Von Mai 1994 bis April 1998 war er erster Stellvertreter des Parlamentspräsidenten und wurde am 7. Juli 1998 selbst zum Parlamentspräsidenten gewählt. Dieses Amt hatte er bis zum 21. Januar 2000 inne, als er wegen Verletzung der Sitzungsregeln des Parlaments abgesetzt wurde. Bis zu seinem Tod war er Abgeordneter der KPU. In der 2007 gewählten Rada war er Vorsitzender des Parlamentsausschusses für ökonomische Fragen.